# Каторов, Станислав Анатольевич
Станислав Анатольевич Каторов (род. 5 марта 1983, Москва) — российский политический деятель, член партии Единая Россия. С 2017 по 2023 год — глава городского округа Реутов, с декабря 2023 года — глава Ленинского городского округа.

## Биография
Станислав Анатольевич Каторов родился 5 марта 1983 года в Москве.
В 2000 году окончил физико-математический факультет Лицея № 1511. В августе 2004 года работал в CBOSS экспертом отдела внедрения платформы. В 2006 году окончил Московский инженерно-физический институт по специальности «Автоматизированные системы обработки информации и управления». Четырьмя годами позже, окончил Московский государственный университет им. Ломоносова по специальности «Государственное и муниципальное управление».
Женат, имеет 2 сыновей. Владеет английским, немецким и индонезийским языками.
C 2013 года Каторов занимал должность заместителя главы города. После ухода Сергея Юрова с должности главы города занял пост исполняющего обязанности. Спустя месяц после нахождения на посту исполняющего обязанности, 17 августа 2017 года был избран мэром города сроком на 5 лет на заседании городского Совета депутатов. 23 ноября 2017 года был избран секретарём местного отделения партии «Единая Россия». В тайном голосовании приняли участие 190 человек, из которых трое проголосовали против.
В декабре 2023 года назначен исполняющим полномочия главы Ленинского городского округа. Церемония вступления в должность состоялась 9 февраля 2024 года

### Награды
- Почётная грамота регионального отделения партии Единая Россия за высокие результаты работы (2017)[18].